# Dimidiogalumna
Dimidiogalumna är ett släkte av kvalster. Dimidiogalumna ingår i familjen Galumnidae.
Kladogram enligt Catalogue of Life:
| Dimidiogalumna | \| \| Dimidiogalumna azumai \| \| \| \| \| \| Dimidiogalumna comoroensis \| \| \| \| \| \| Dimidiogalumna villiersensis \| \| \| \| |
|                | \| \| Dimidiogalumna azumai \| \| \| \| \| \| Dimidiogalumna comoroensis \| \| \| \| \| \| Dimidiogalumna villiersensis \| \| \| \| |
|                | Dimidiogalumna azumai |
|                | |
|                | Dimidiogalumna comoroensis |
|                | |
|                | Dimidiogalumna villiersensis |
|                | |